# Coussegrey
Coussegrey est une commune française située dans le département de l'Aube en région Grand Est.

## Géographie
| Bernon         |               | Prusy    |
| Lignières      | Coussegrey    | Chaserey |
| Molosmes Yonne | Mélisey Yonne |          |

### Hydrographie

#### Réseau hydrographique
La commune est dans la région hydrographique « la Seine de sa source au confluent de l'Oise (exclu) » au sein du bassin Seine-Normandie. Elle est drainée par le ru de Bernon,.
Le Ru de Bernon, d'une longueur de 22 km, prend sa source dans la commune de Chesley et se jette  dans l'Armance à Chessy-les-Prés, après avoir traversé cinq communes.

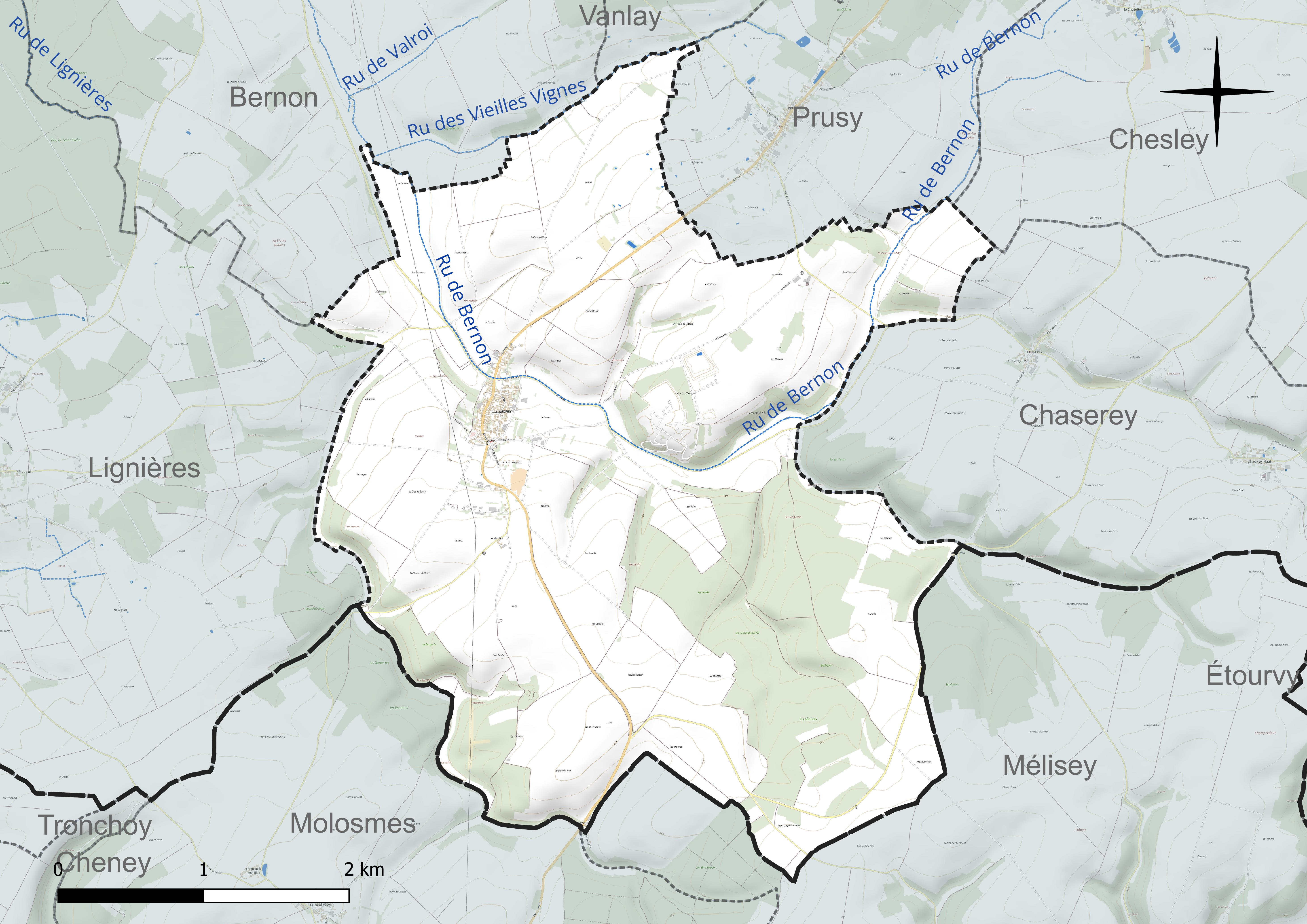
Réseau hydrographique de Coussegrey.

#### Gestion et qualité des eaux
Le territoire communal est couvert par le schéma d'aménagement et de gestion des eaux (SAGE) « Armançon ». Ce document de planification concerne le territoire du bassin versant de l'Armançon qui s’étend sur 3 100 km2 et se répartit sur trois départements (l'Aube, l'Yonne et la Côte-d'Or). Il a été approuvé le 6 mai 2013. La structure porteuse de l'élaboration et de la mise en œuvre est le syndicat mixte du bassin versant de l'Armançon (SMBVA).
La qualité des cours d’eau peut être consultée sur un site dédié géré par les agences de l’eau et l’Agence française pour la biodiversité.

### Climat
Pour des articles plus généraux, voir Climat du Grand Est et Climat de l'Aube.
En 2010, le climat de la commune est de type climat océanique dégradé des plaines du Centre et du Nord, selon une étude du Centre national de la recherche scientifique s'appuyant sur une série de données couvrant la période 1971-2000. En 2020, Météo-France publie une typologie des climats de la France métropolitaine dans laquelle la commune est exposée à un climat océanique altéré et est dans la région climatique Lorraine, plateau de Langres, Morvan, caractérisée par un hiver rude (1,5 °C), des vents modérés et des brouillards fréquents en automne et hiver.
Pour la période 1971-2000, la température annuelle moyenne est de 10,6 °C, avec une amplitude thermique annuelle de 15,8 °C. Le cumul annuel moyen de précipitations est de 799 mm, avec 11,8 jours de précipitations en janvier et 8,1 jours en juillet. Pour la période 1991-2020, la température moyenne annuelle observée sur la station météorologique de Météo-France la plus proche, « Chessy-les-Prés_sapc », sur la commune de Chessy-les-Prés à 11 km à vol d'oiseau, est de 11,2 °C et le cumul annuel moyen de précipitations est de 756,5 mm. 
La température maximale relevée sur cette station est de 41,4 °C, atteinte le 25 juillet 2019 ; la température minimale est de −22,2 °C, atteinte le 2 janvier 1997,,.
Les paramètres climatiques de la commune ont été estimés pour le milieu du siècle (2041-2070) selon différents scénarios d'émission de gaz à effet de serre à partir des nouvelles projections climatiques de référence DRIAS-2020. Ils sont consultables sur un site dédié publié par Météo-France en novembre 2022.

## Urbanisme

### Typologie
Au 1er janvier 2024, Coussegrey est catégorisée commune rurale à habitat dispersé, selon la nouvelle grille communale de densité à 7 niveaux définie par l'Insee en 2022.
Elle est située hors unité urbaine. Par ailleurs la commune fait partie de l'aire d'attraction de Tonnerre, dont elle est une commune de la couronne,. Cette aire, qui regroupe 38 communes, est catégorisée dans les aires de moins de 50 000 habitants,.

### Occupation des sols
L'occupation des sols de la commune, telle qu'elle ressort de la base de données européenne d’occupation biophysique des sols Corine Land Cover (CLC), est marquée par l'importance des territoires agricoles (77,5 % en 2018), en diminution par rapport à 1990 (78,9 %). La répartition détaillée en 2018 est la suivante : 
terres arables (74,3 %), forêts (20,3 %), mines, décharges et chantiers (2,2 %), zones agricoles hétérogènes (2 %), prairies (1,3 %). L'évolution de l’occupation des sols de la commune et de ses infrastructures peut être observée sur les différentes représentations cartographiques du territoire : la carte de Cassini (XVIIIe siècle), la carte d'état-major (1820-1866) et les cartes ou photos aériennes de l'IGN pour la période actuelle (1950 à aujourd'hui).

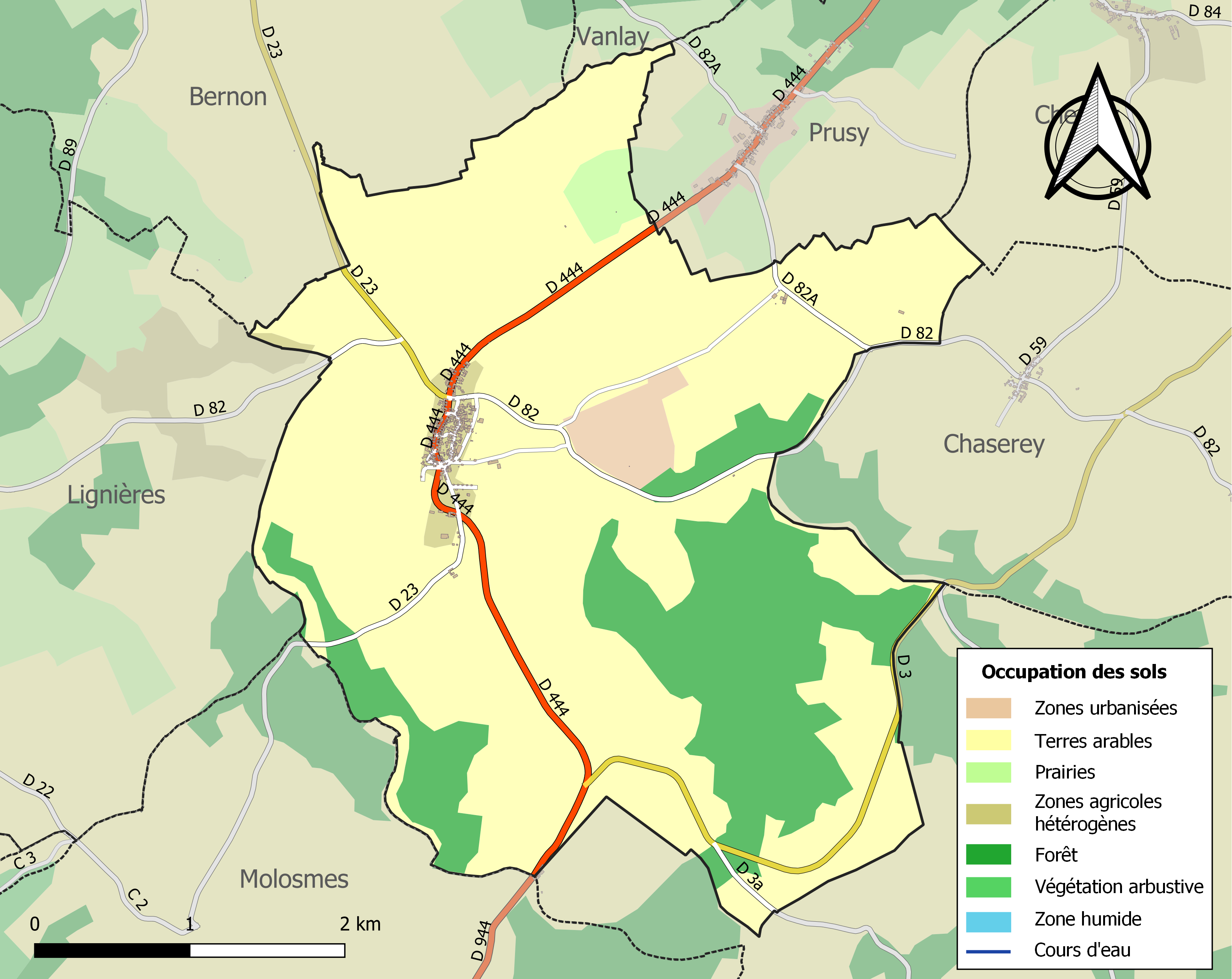
Carte des infrastructures et de l'occupation des sols de la commune en 2018 (CLC).

## Culture locale et patrimoine

### Lieux et monuments
- Église de l'Assomption de Coussegrey

À l'intérieur, plusieurs statues des XVe, XVIe et XVIIe siècles. À l'extérieur, un bas-relief datant de 1554 représente la résurrection de Lazare. À la fin du Xe siècle, l'église fut donnée par le comte de Tonnerre à l'abbaye Saint-Michel de Tonnerre.

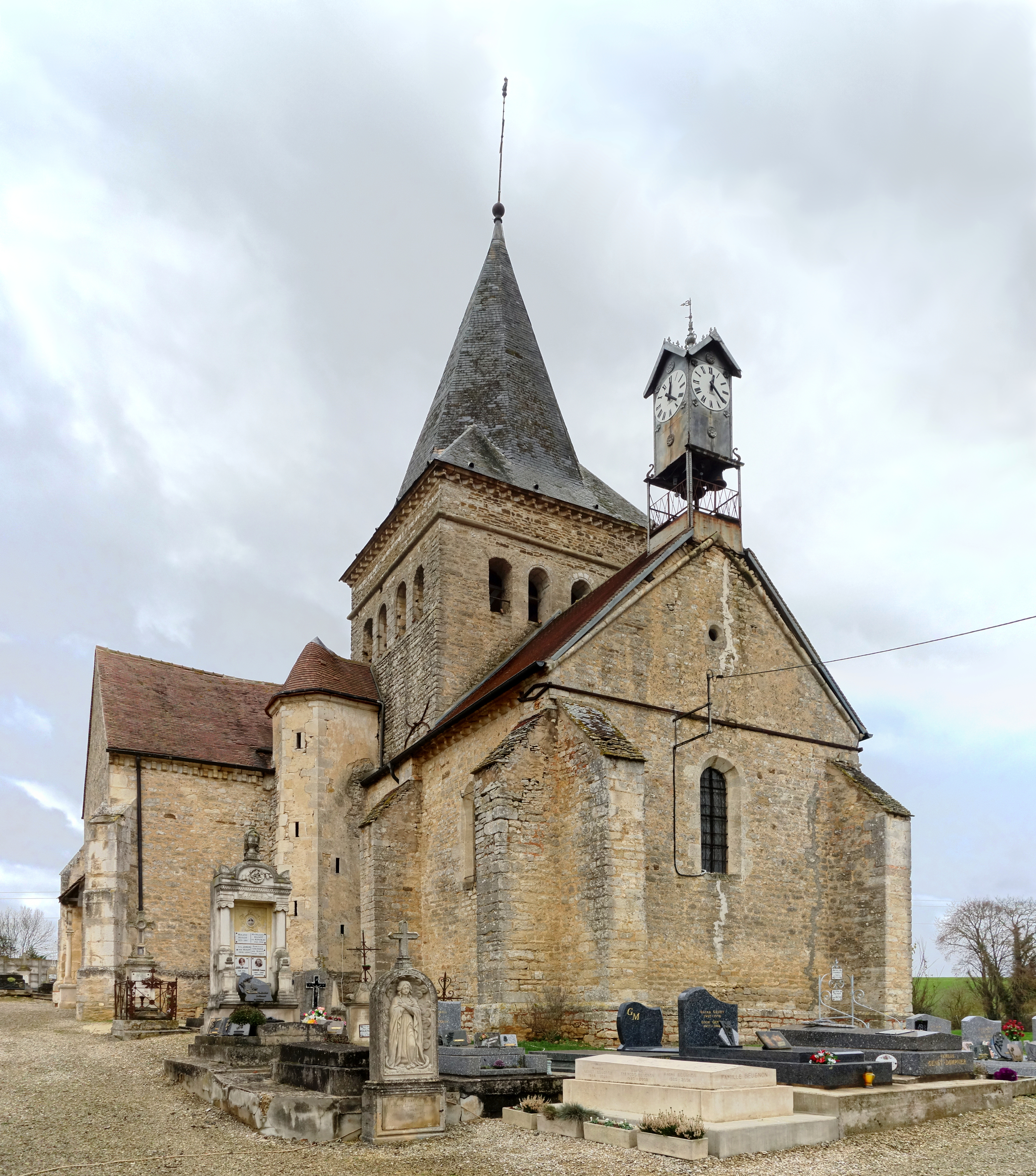
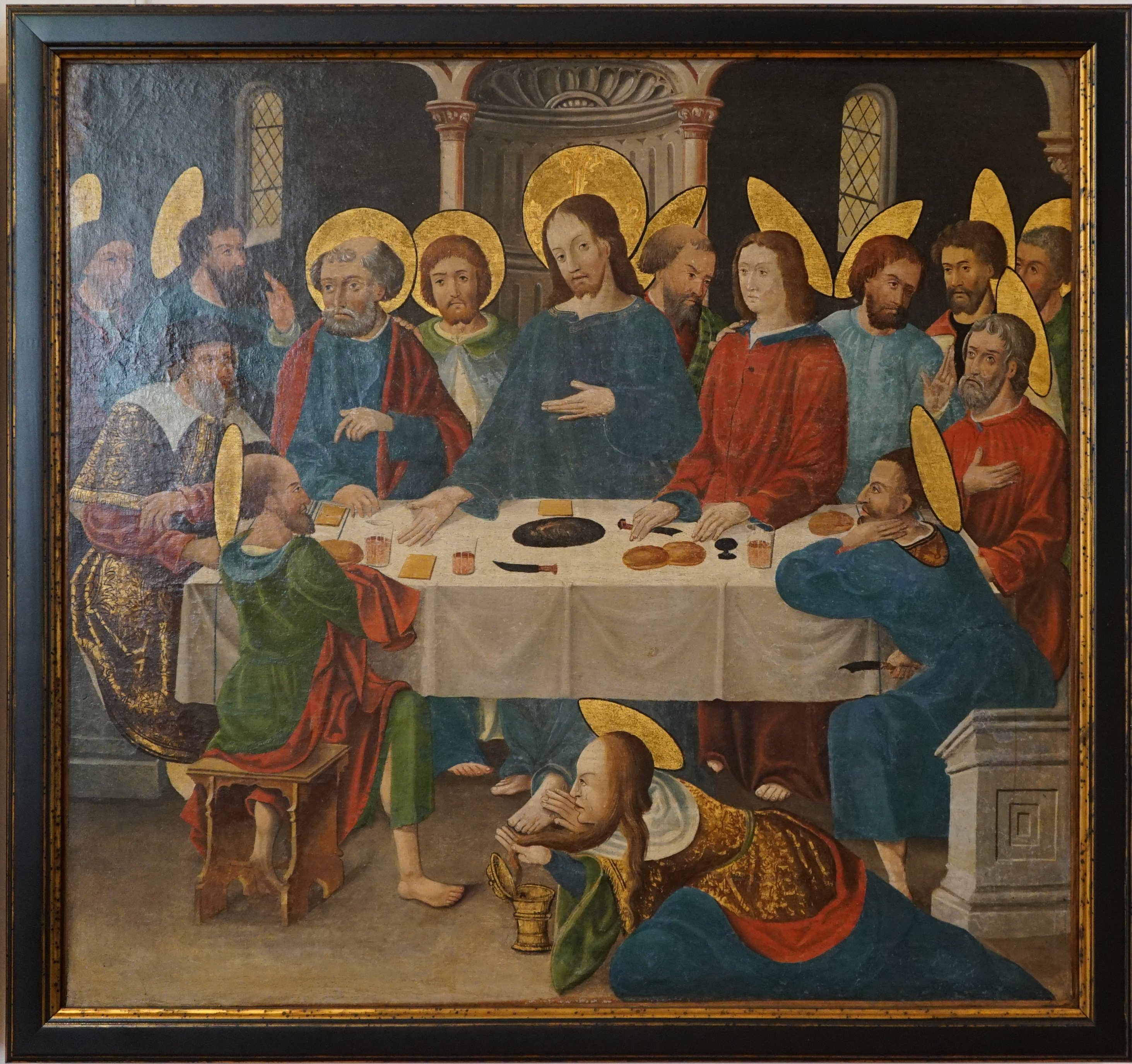
Repas chez Simon du  XVIe provenant de l'église, présenté au musée de Vauluisant.

- Chapelle Saint-Jacques

En arrivant de Prusy, juste avant d'entrer dans Coussegrey, se trouve un monument complexe regroupant une mise au tombeau surmontée d'une croix en pierre. L'ensemble est baptisé Chapelle Saint-Jacques. Érigé en 1538 par Gérard de Noiron, il a été classé monument historique en 1925. Très dégradée lors de la Révolution française, l'œuvre est désormais protégée par un abri, qui a pour inconvénient d'étouffer l'ensemble monumental.

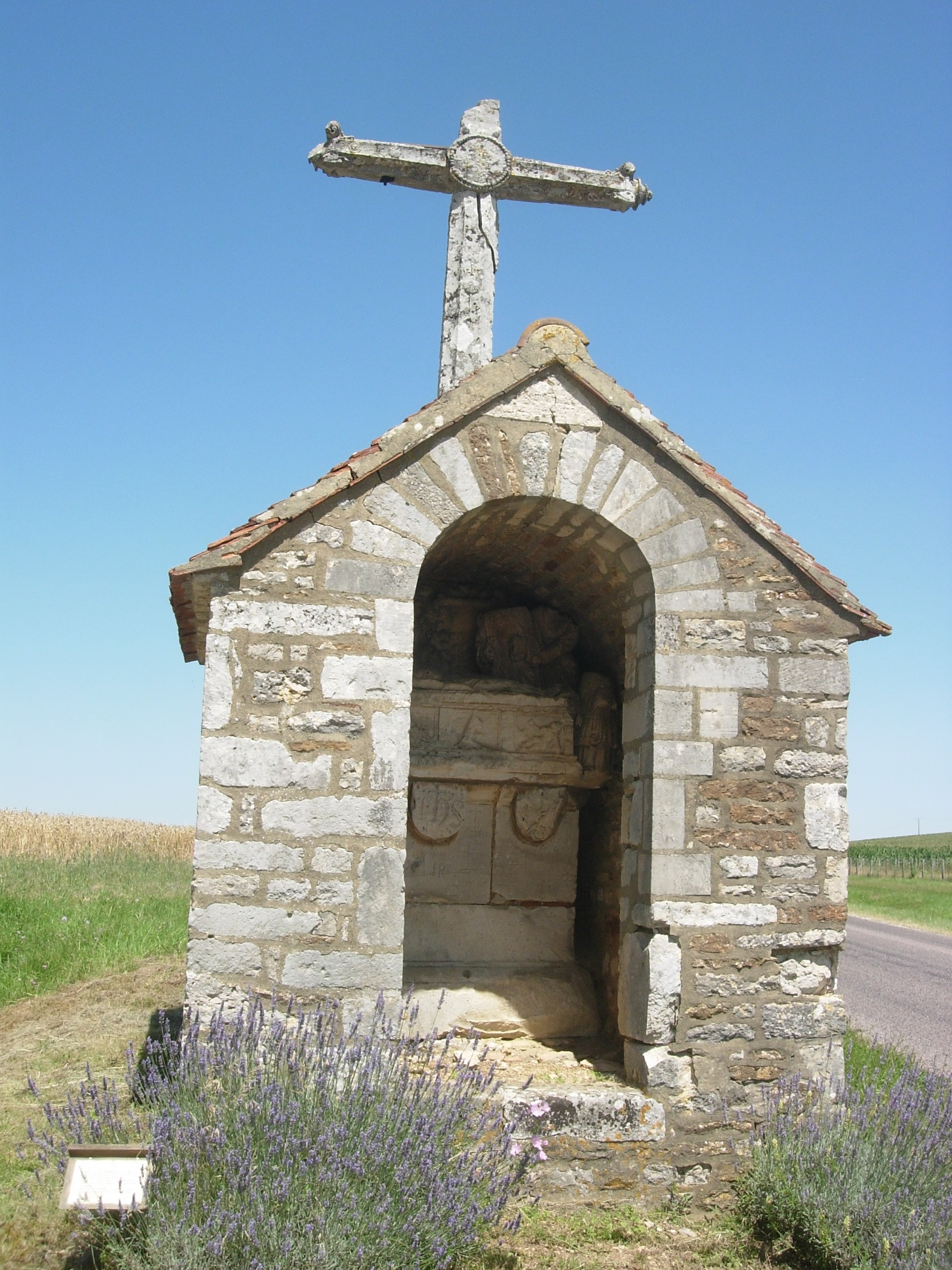
Ensemble croix de pierre et mise au tombeau appelé Chapelle Saint Jacques. Monument érigé en 1538.
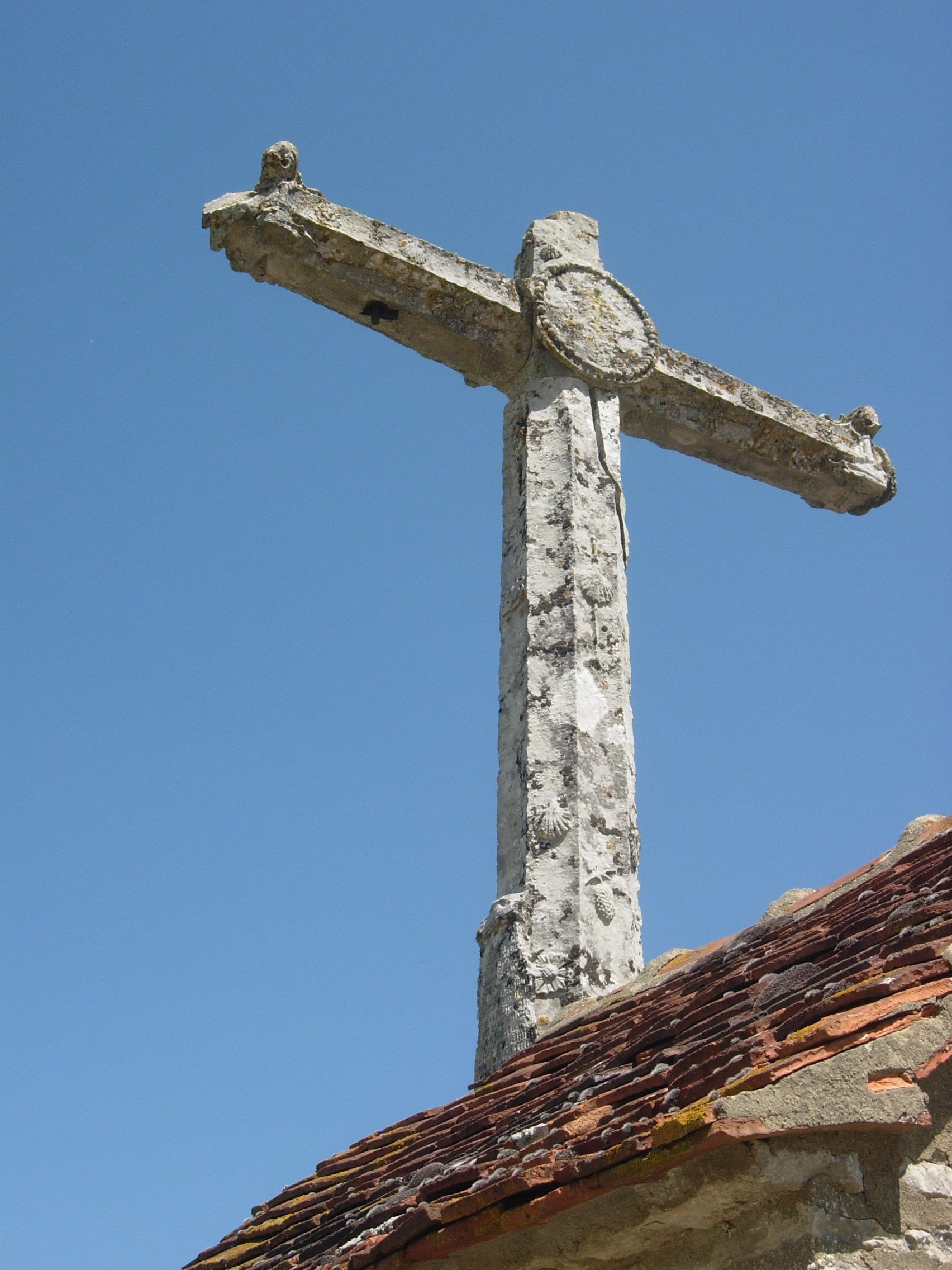
Détail de la croix de pierre.
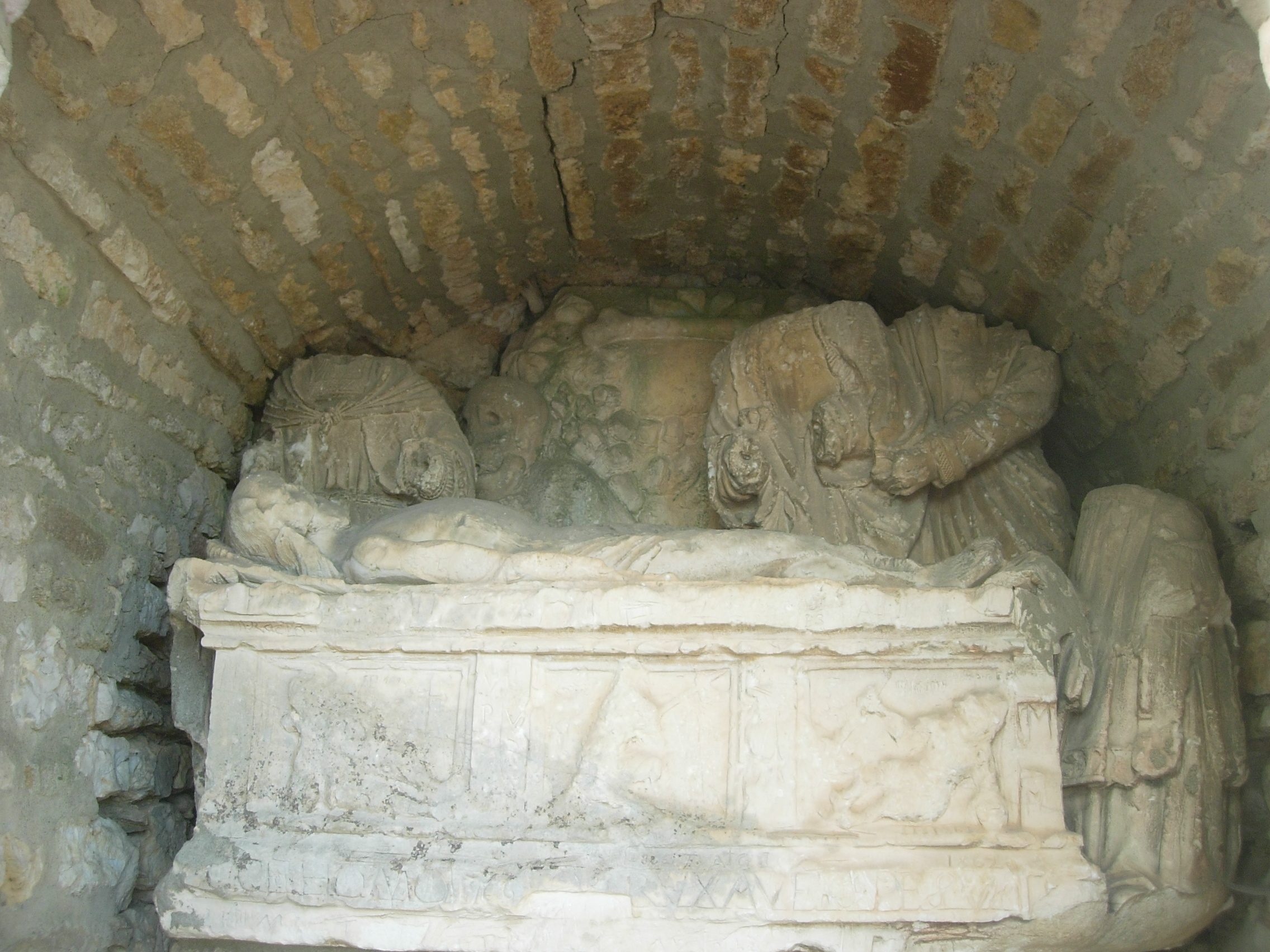
La mise au tombeau.
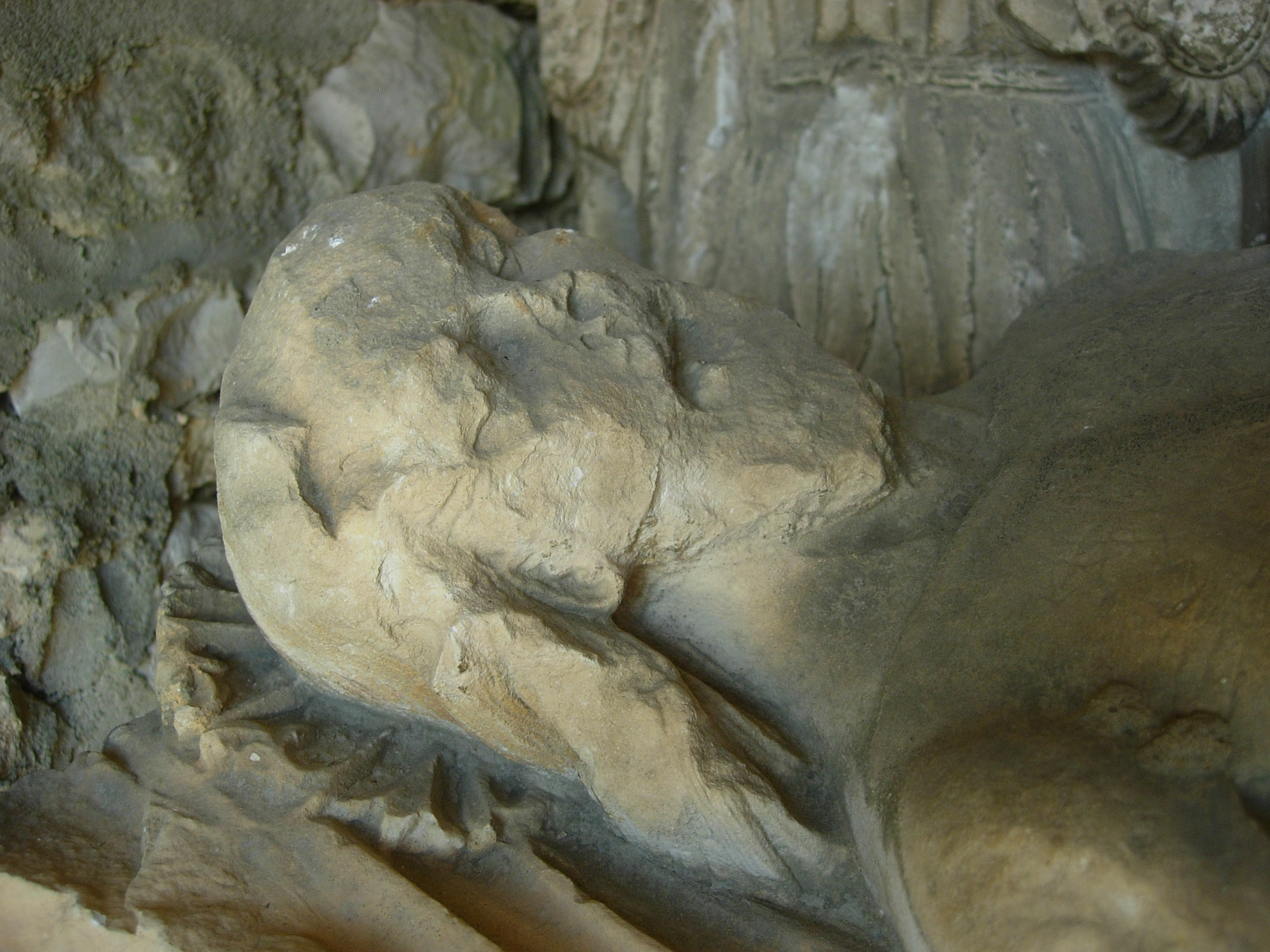
Détail de la mise au tombeau : la tête du Christ.
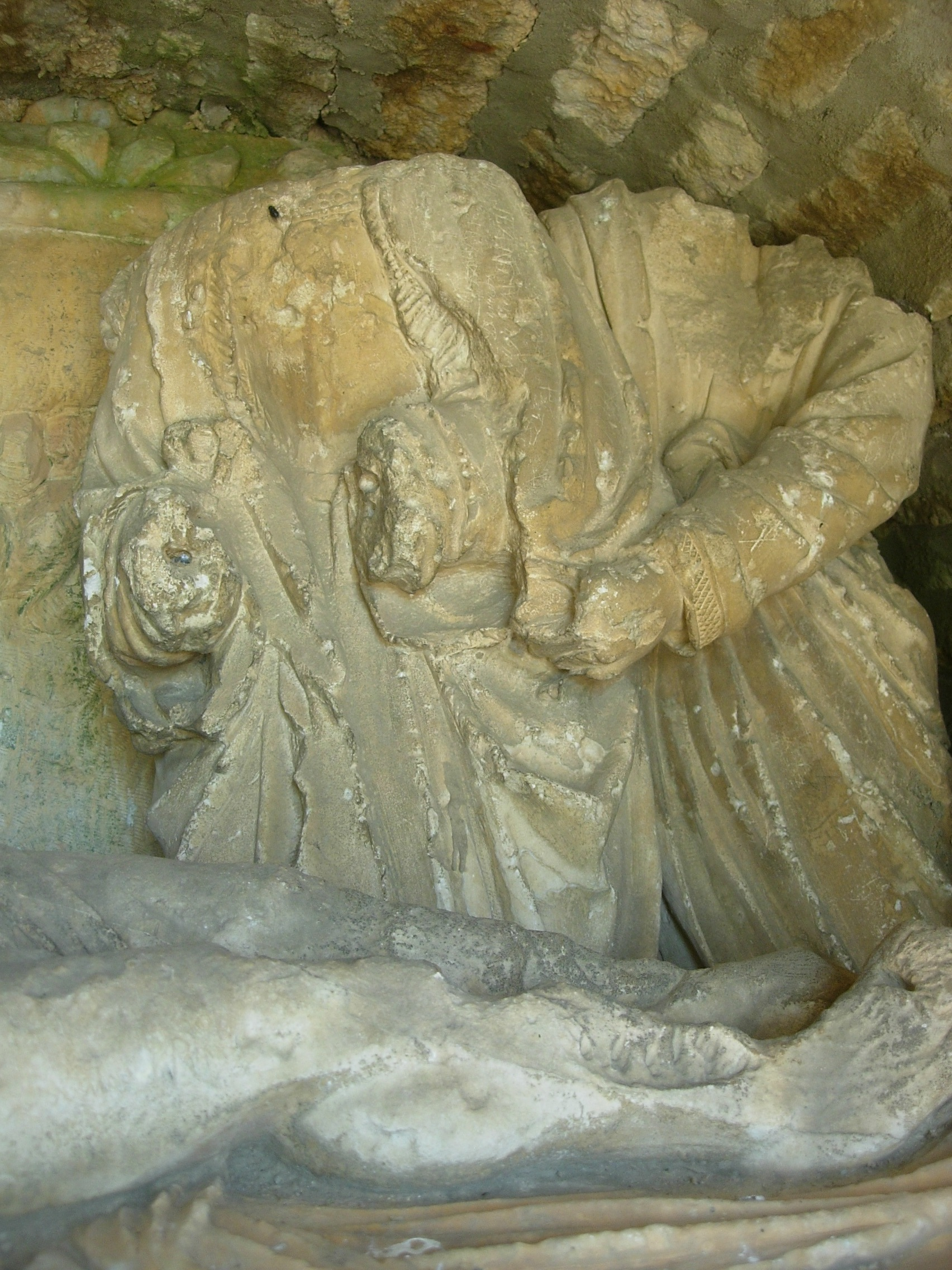
Détail de la mise au tombeau dégradée lors de la Révolution française.
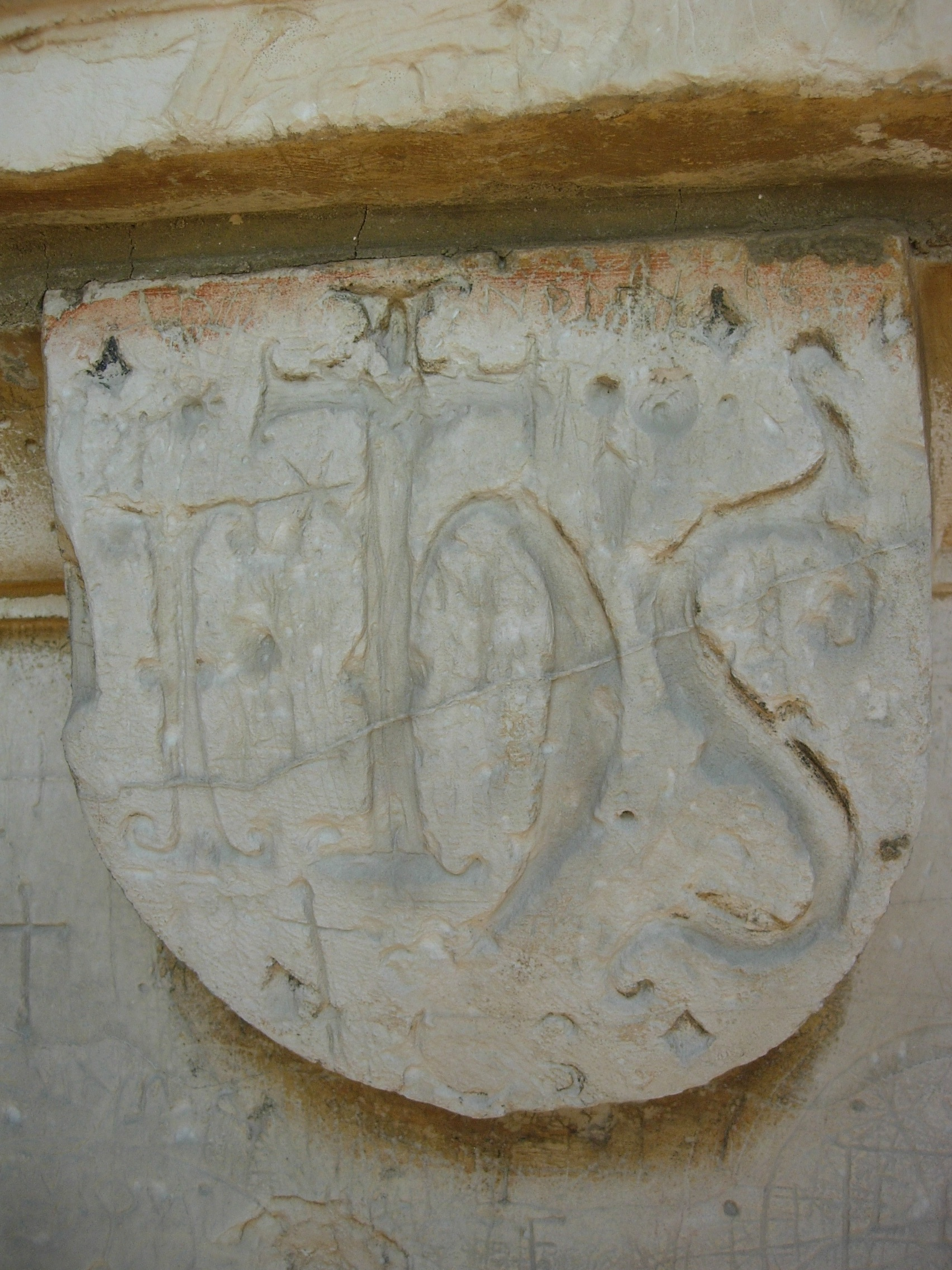
Blason avec monogramme trilitère du Christ et graffiti.
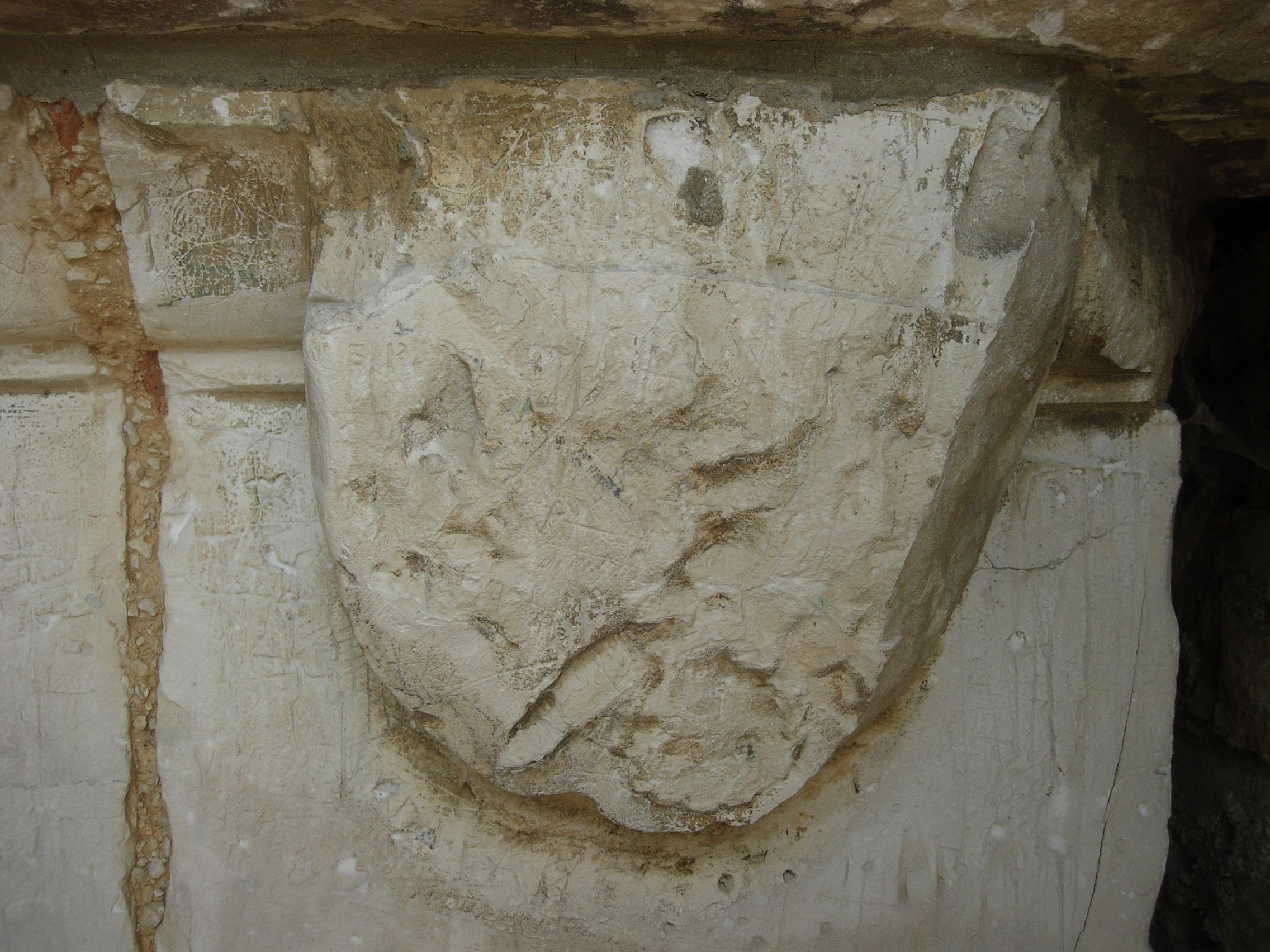
Blason martelé.
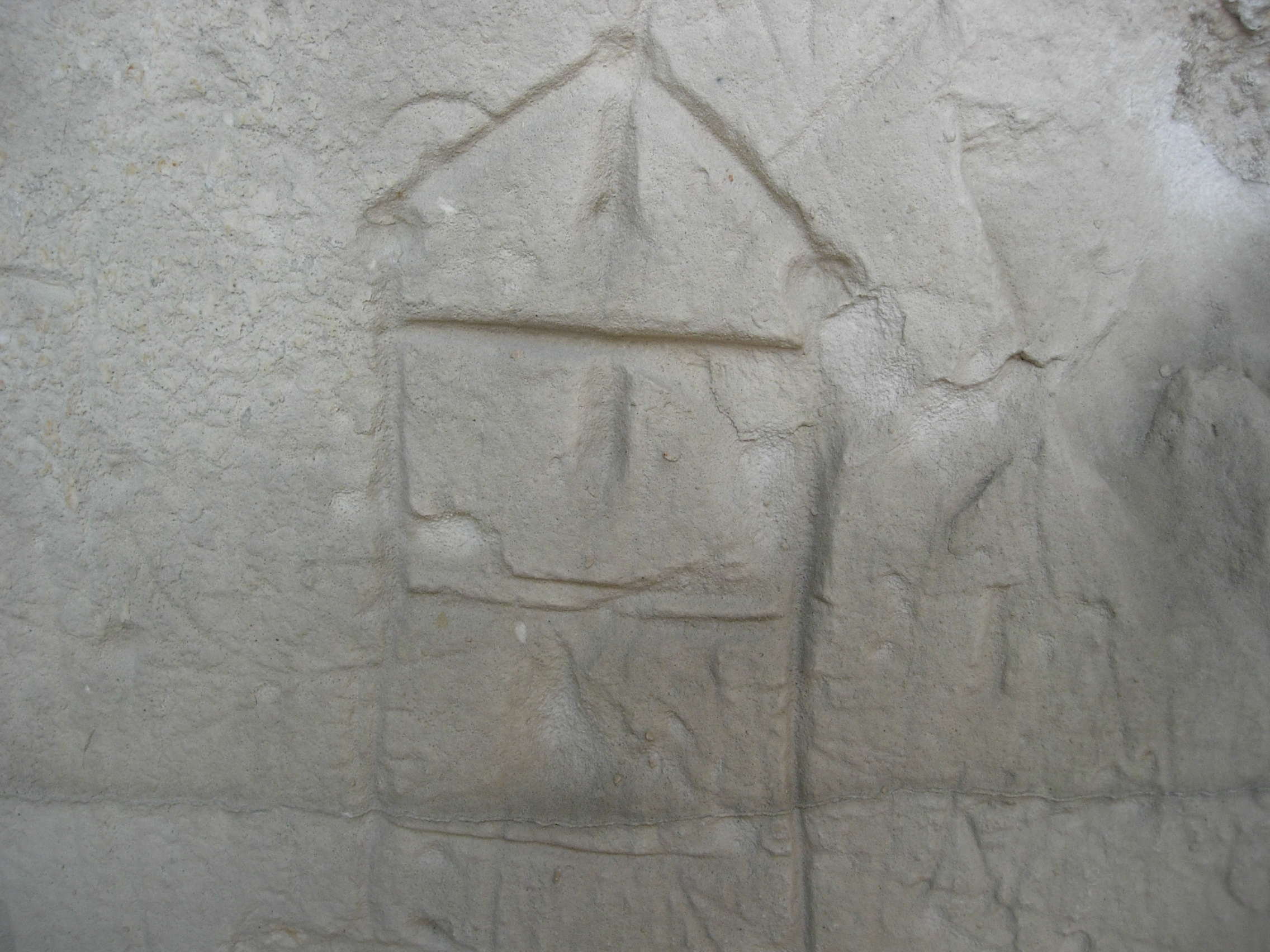
L'un des graffitis anciens sur la mise au tombeau.
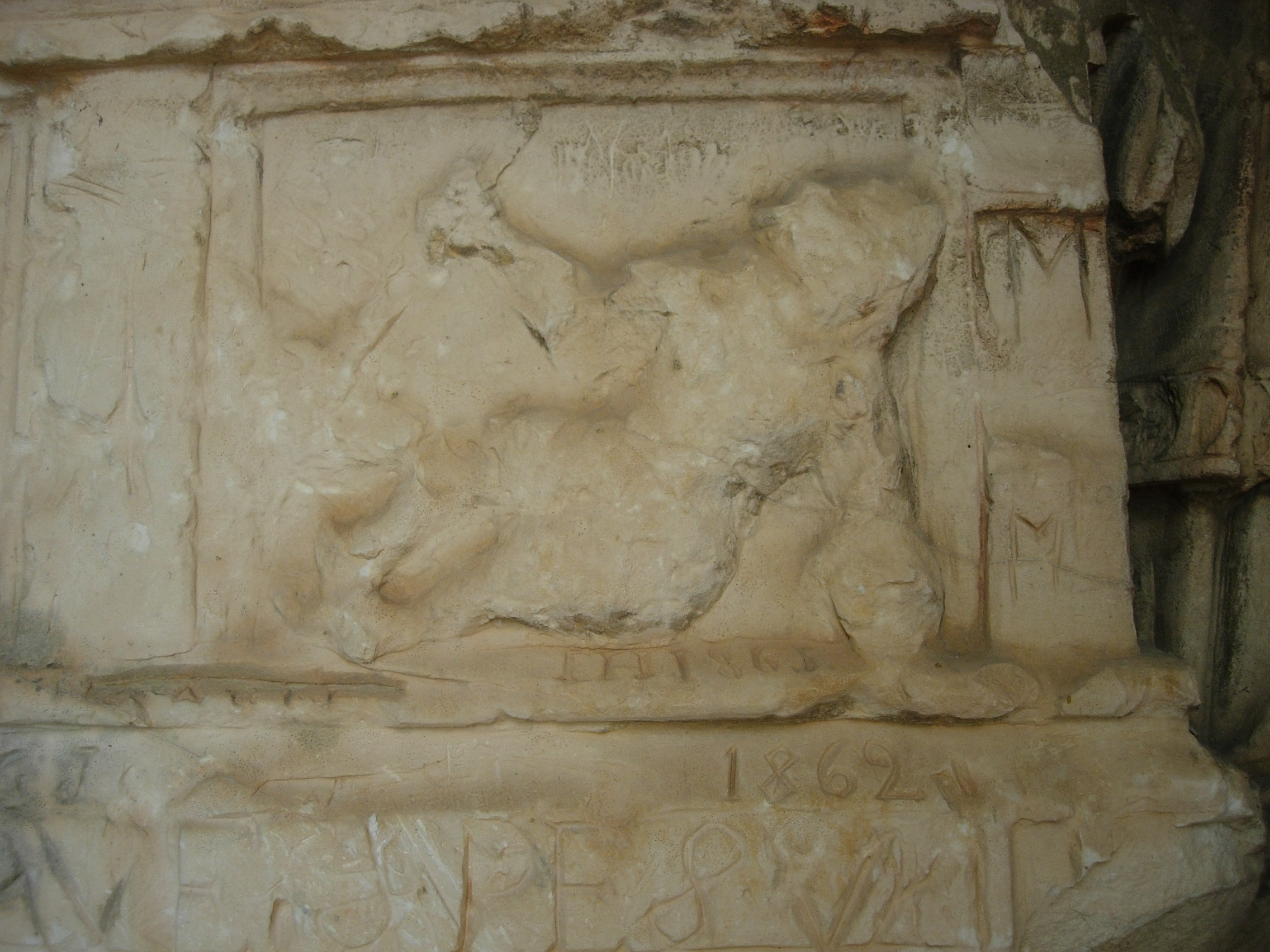
Bas relief dégradé et graffiti de 1862.

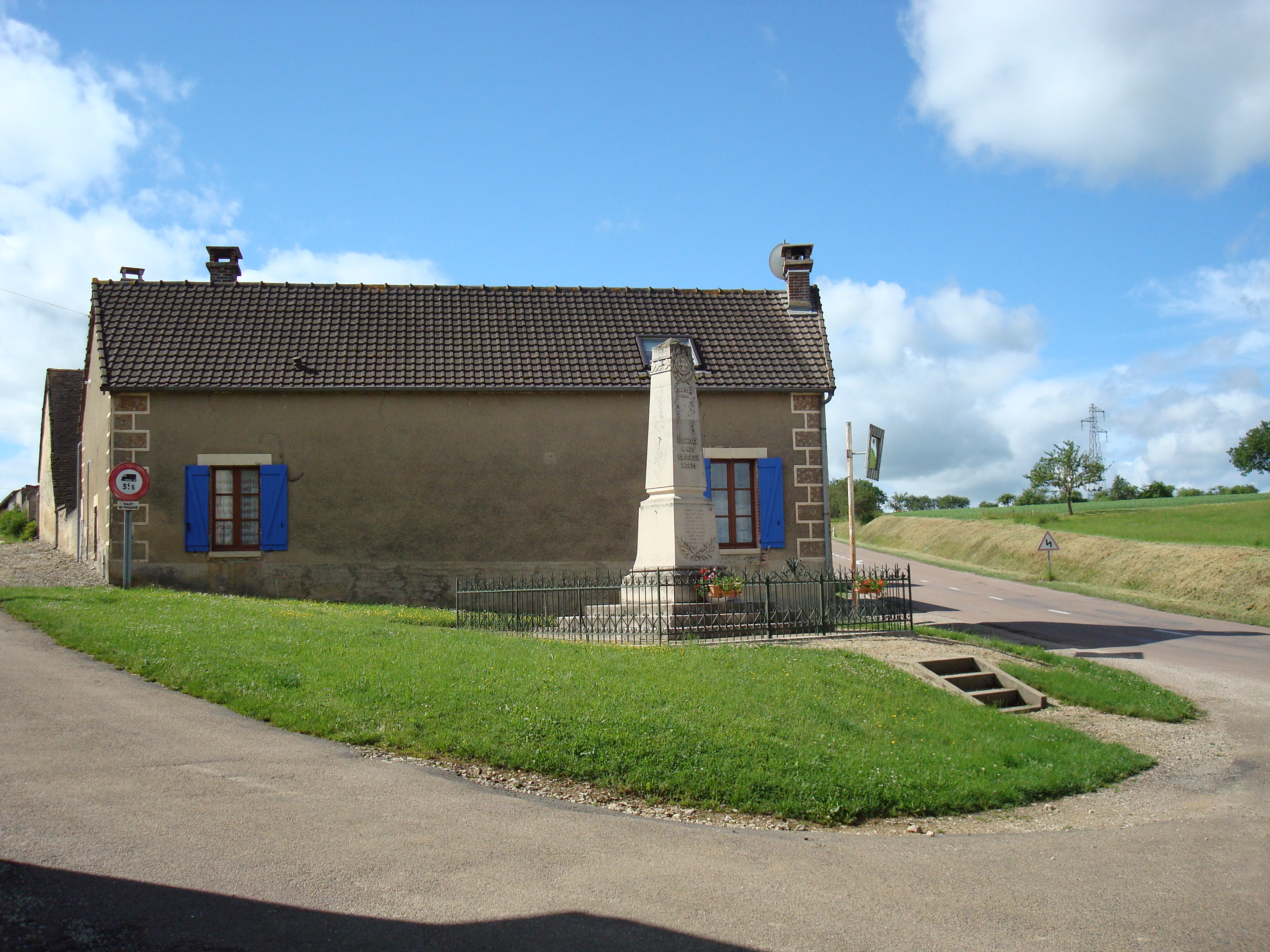

- Le monument aux morts